# لابد أن الآلهة مجنونة (2)
لابد أن الآلهة مجنونة الجزء الثاني هو فيلم كوميدي أنتج سنة 1989 من كتابة وإخراج جيمي أويس. وتلا هذا الفيلم نظيره السابق لابد أن الآلهة مجنونة، والذي ظهر سنة 1980، والذي كتبه وأخرجه أيضًا أويس. وهذا الفيلم بمثابة إنتاج مُشترك بين كل من جنوب إفريقيا، بوتسوانا والولايات المتحدة الأمريكية.